# Vannella ebro
Vannella ebro – gatunek ameby należący do rodziny  Vannellidae z supergrupy Amoebozoa według klasyfikacji Cavaliera-Smitha.
Forma pełzająca jest kształtu wachlarzowatego albo półkolistego. Osobnik dorosły osiąga długość 25 – 40 μm, szerokość 35 – 60 μm. Posiada pojedyncze jądro o średnicy 8 μm z centralnie umieszczonym jąderkiem o średnicy 4 μm.
Forma swobodnie pływająca posiada 4 do 8 tępo zakończonych pseudopodiów.
Występuje w morzu.